# ヘザー・ミルズ
ヘザー・アン・ミルズ（Heather Anne Mills、1968年1月12日 – ）は、イギリスの元モデル、実業家、活動家。
1993年、当時モデルとして働いていた彼女はロンドンで白バイとの交通事故に巻き込まれ、左脚の膝から下を失い世間の注目を集めた。しかしその後も義肢を使用してモデルを続け、後にタブロイド紙のニュース・オブ・ザ・ワールドに自身の話を売り込んだ。
2000年からポール・マッカートニーと交際を始める。2人は2002年6月に結婚し、ミルズは2003年10月28日にベアトリス・ミリー・マッカートニーを出産した。2006年に別居し、2008年に正式に離婚した。マッカートニーとの結婚後、動物の権利擁護に関わるようになり、2012年の時点でViva!（菜食主義者による動物のための国際的団体）とViva! Health（ベジタリアン・ヴィーガン基金）のパトロンであった。リムレス・アソシエーションの副会長でもある。

## 生い立ち
ハンプシャー州オールダーショットで、元イギリス空挺部隊のジョン・'マーク'・フランシス・ミルズと、イギリス陸軍大佐の娘であった妻のベアトリス・メアリー・ミルズ（旧姓フィンレイ）の娘として生まれた。ジョンは7歳の時に養子に出され、養父母が食料雑貨店を経営していたブライトンで育った。養父はフォーミュラ1・レーシング・チームのメカニックとしても働いていた。養母のベアトリスは第二次世界大戦中にインドで生まれ、イギリスのボーディングスクールで教育を受けた。ジョンとベアトリスはニューカッスル大学で出会い、彼女の父親の反対を押し切って結婚した。彼女の父親は結婚式には出席せず、亡くなる前に娘に1度会ったきりであった。
ベアトリスは複数の言語を話し、ピアノを弾き、マーク（ジョン）はバンジョーとギターを弾き、写真が趣味で（イブニング・スタンダード賞を受賞）、数多くのスポーツに取り組んだ。彼は一時期英国動物虐待防止協会で働いていたほどの動物好きで、ヘザーは家族が常に犬と猫を飼っており、ブレコンに近いリバヌスに祖父母が所有する家でガチョウや白い子ヤギが放し飼いにされていたことを記憶している。
ミルズ一家は休暇をリバヌスで過ごし、しばらく暮らしていた。ヘザーが6歳のとき、一家は北方のノーサンバーランドのアニックに移った。しかし直ぐにタイン・アンド・ウィア ワシントンのアパート群に移り、その後ノーサンバーランド州ロスベリーの農場に移り住んだ。ヘザーはアスワース・グランジ小学校に通い、続いてワシントンのアスワース総合学校に通った。彼女は2003年に賞品授与イベントの主賓としてアスワース総合学校を訪問し、閉鎖計画に反対する学校を支援した。
後年、ヘザーは8歳のときに自分と隣人の子が誘拐され、水泳インストラクターに性的暴行を受けたと書いている。しかし隣人のマーガレット・アンブラーは、ヘザーの話は「彼女が思っているようなものではなく」、ヘザーは決して被害者では無かったし、水泳インストラクターは彼女が書いたような自殺などはしていないと証言している。ヘザーから訴訟を止めるよう10,000ポンドを支払うという手紙を受け取ったが、アンブラーは事件が全国的な注目を浴びたために深い不快感に見舞われたと苦情を述べてプライバシーの侵害で訴え、代償としての5,000ポンドの和解金と54,000ポンドの訴訟費用で法的な和解を受け入れた。
ベアトリスはヘザーが9歳のときに家を出て、イギリスの連続テレビドラマ『Crossroads』の俳優チャールズ・ステイプリーと同棲を始めた。ステイプリーはヘザーと兄のシェーン、妹のフィオナを父親のジョンに預けた。ヘザーはかつて、シェーンがクレヨンでカーペットを汚したことに怒ってジョンが彼を窓に投げつけたと語った。窓が壊れてシェーンは病院に運ばれ、ジョンは彼が庭にあったガラスの上に落ちたと説明した。フィオナは「私たち家族は常にお金がなく、父は私たちに食料と衣服を調達するように要求したので、私たちは万引きを始め、執行吏から隠れることを学び、家事のエキスパートになった。私たちが盗みを強要されていたと言うことは恥ずかしくは無い。幼い頃には父親から顔を殴られるよりは、盗みをしたほうがましだから。」と言っている。ジョンは自分が娘たちに対して暴力的だったという彼女たちの主張に異議を唱え、後にウェールズでの家族の休暇を記録したホームムービーを公開し、ミルズが楽しく遊んでいることを証明した。

## ロンドンとモデル
父親のジョンが詐欺で有罪判決を受けて18か月間投獄されたとき、ヘザーは妹のフィオナと共に家を出てロンドン南部のクラパムで母親や同棲相手と一緒に暮らした。兄のシェーンは父方の祖父母と暮らすためにブライトンに向かった。後にヘザーは15歳のときに移動遊園地に参加するために家出し、ウォータールー駅内の段ボール箱に4か月間住んでいたと書いているが、ステイプリーは、彼女はロンドンの移動遊園地で働いていた若い男性と旅行するために週末には時々家を出ていたと証言してこれを否定した。ヘザーの言うホームレス期間中、彼女の学校の記録によると、フィオナと共に1983年4月までタイン・アンド・ウィアのアスワース総合学校に在籍し、その年の6月6日から1984年7月2日までバラムのハイドバーン総合学校に2人とも在籍していた。ヘザーは、ハイドバーンの教師が「彼女にはまったく望みがない」と言ったことと、自身が学歴の無いまま学校を去ったことを忘れなかった。同年、父親には新たなパートナーと共に、もう1人の娘クレア・ミルズが増えた。
ミルズはクロワッサン店で働いていたが解雇され、「二度と他人のためには働かない」と誓った。彼女は1995年の自伝の中で、クラパムの宝石店のオーナーが土曜日に仕事を与えてくれたと書いているが、ペンローズ・ジュエラーズのオーナーのジム・ガイは後に以下のように語った。「彼女が私について書いたことはすべて嘘だ。私は彼女に仕事を与えたことは無い。彼女はただぶらぶらしてお茶を淹れていただけだった。彼女は父親は死んだと言っていた。唯一つの真実は、彼女が店から品物を盗んだということだけだ。」ガイが言うには盗まれた物には20,000ポンドの価値があった。ヘザーはゴールドのチェーンを盗んでモペッドを購入するために売却したことを認め、ガイが盗難を報告したので保護観察にかけられた。
1986年に出会った、パレスチナ人の父とギリシャ人の母を持つアルフィー・カーマルはミルズより10歳年上だった。カーマルは彼女のために新しい服とカルティエのジュエリーを購入し、豊胸手術の費用を支払った。コンピューター業界に転身したカーマルは、彼女のためのモデルエージェンシー「ExSell Management」を設立したが、成功はしなかった。1987年、ミルズはパリに移り住み、化粧品会社とモデル契約を結んだことをカーマルに伝えた。しかしその代わりとして、彼女は億万長者のレバノン人実業家ジョージ・カザンの2年間の愛人になり、ドイツの性教育マニュアル『Die Freuden der Liebe』（愛の喜び）のスチールのみのヌード撮影に参加した。
ロンドンに戻った後、ミルズはカーマルに結婚してくれるよう頼んだ。カーマルは承諾したが1つ条件を出した「私は強迫観念的な虚言癖を彼女がどうにかしてくれない限り結婚はできないと伝え、彼女は8週間精神科医に診てもらうことに同意した。彼女は自分に問題があることを認め、それは子供の頃に父親から嘘をつくことを強要されたためだと語った」。ミルズはカーマルにプロポーズしたが、後に付き合ったすべての男性が「1週間以内に私にプロポーズしてきた」と豪語している。2人は1989年5月6日に結婚した。カーマルとの結婚期間中、2度の子宮外妊娠を経験した。1990年、カーマルはヘザーが彼の子供たちと元妻（ミルズとは友人になっていた）と一緒にクロアチアに旅行する費用を出した。しかし、ミルズはクロアチア紛争が始まる直前にスロベニア人のスキーインストラクター、ミロシュ・ポガチャルと一緒に暮らし始めた。ミルズはロンドンに難民危機センターを設立し、20人以上に紛争から逃れる手助けをした。彼女はクロアチアに寄付を届けるために車を運転し、オーストリアでモデルの仕事をして旅費を捻出した。後日、彼女は「旧ユーゴスラビアの交戦地帯の最前線で2年間働いたが、認識されていない地雷がいたるところにあった」と語った。カーマルとミルズは1991年に離婚、その後ミルズは1993年にラファエル・ミンシオーネ（日本興業銀行の債券取引人）と婚約した。

## 事故と下肢切断
1993年8月8日、ミルズとミンシオーネはロンドンのデ・ヴィア・ガーデンズとケンジントン・ロードの角まで歩いていたが、ケンジントン・ロードを横断中にミルズは緊急通報に応じていた、3台の隊列の最後の白バイに轢かれた。ミルズは肋骨が拉げて肺に穴が開き、左脚の膝下6インチ（15cm）を失った。後に金属板が彼女の骨盤に取り付けられた。1993年10月、彼女は脚をさらに切断する手術を受けた。治安判事によって警察のライダーが十分な注意と配慮を怠って運転していたことが認められ、ミルズには怪我の補償として警察当局から200,000ポンドが支払われた（2023年時点の£514,584と同等）。事故後、ミルズはこの体験談をニュース・オブ・ザ・ワールド紙に売り、更に他のインタビューも受けて180,000ポンドを稼いだと言っている。彼女はその資金を元手に、2000年から2004年まで存在したヘザー・ミルズ・ヘルス・トラストを設立し、地雷を踏んで手足を失った人々（特に子供たち）に義肢を届けた。ミルズはアメリカのトーク番組『ラリー・キング・ライブ』の2002年のインタビュー中に義足を外してみせたことがある。
ミルズはフロリダのヒポクラテス・ヘルス・インスティテュートに予約を入れ、ローフード・ヴィーガン・ダイエットを行ない、小麦若葉とニンニクの湿布を使用して傷を癒した。手術後、ミルズの血液型は以前に識別されていたRhマイナスO型ではなくRhマイナスA型であり、これがいわゆる血液型ダイエットの妨げとなっていたことが判明した。脚の切断面のサイズが治癒するにつれて変化し続けたので、彼女の義足は定期的に交換する必要があった。彼女はクロアチアで廃棄された何千もの四肢切断者のための義肢を集めるというアイデアを持っていた。ミルズはブリクストンの刑務所長に対し、受刑者を移送する前に彼らに義肢を解体して梱包してもらうよう説得し、その結果クロアチア健康保険基金によってすでに義肢が供給されていたクロアチア市民に加えて、22,000人の四肢切断者が義肢を手に入れ、手足のフィッティングやリハビリテーションを受けられた。1994年10月、義肢を護送する最初の車列がザグレブに到着した。ミルズは護送隊と一緒に移動し、テレビ番組『Good Morning with Anne and Nick』のために何人かの受領者とのインタビューを撮影した。2001年、クロアチアの地雷除去支援のために集めた資金に対し、クロアチアのイヴィツァ・ラチャン首相から表彰された。
1995年、ミルズはゴーストライターのパメラ・コッカリル（Pamela Cockerill）の助けを借り、自身の体験を綴った『Out on a Limb』と題した本を書き、2002年にはアメリカで『A Single Step』というタイトルで再出版された。『Out on a Limb』からの抜粋が、2000年3月にデイリー・メール紙で連載された。ミルズは「寄付金の100%が地雷原の除去と生存者支援に使われる数少ない慈善団体」の1つだと言って、地雷撲滅支援団体「Adopt-A-Minefield」に本の収益をすべて寄付した。1995年、ミルズは16日間一緒に過ごした後、イギリスのメディア・エグゼクティブのマーカス・ステープルトンと婚約した。その後、地雷に関する映画の制作でカンボジアに12日間滞在した後、1999年にドキュメンタリー映画製作者のクリス・テリルと婚約した。ミルズは結婚式を挙げる予定日の5日前にテリルとの関係を終らせた。後にメディア関係者の友人にテリルが同性愛者であり、ミルズの対地雷活動を妨害する使命を帯びたMI6のエージェントであったため結婚式を中止したと打ち明けた。テリルは以前ミルズに、外務省でのキャリアを考えていたときに、諜報機関の面接を受けたことを話したが、後に「私はすぐに、ヘザーが嘘に対して柔軟な考えを持っていることに気付いた。彼女は時々見事に事実を曲げることができた。」と語った。更にテリルはミルズが当時から菜食主義者だったと言っているが、彼女がしばしば得意料理であるランカシャー・ホットポット（ラムを含む）を彼のために調理したと主張している。元義理の姉であったダイアナ・カーマルは、ミルズが菜食主義者になったのはマッカートニーに会った後だと証言している。
2003年、オープン大学は手足を失った人々のための慈善活動に対し、名誉博士号をミルズに授与した。彼女は世界中の義肢配布促進に併せてキャンペーンを続け、ヘザー・ミルズ・マッカートニー・コスメシスの開発に携わった。これにより、アメリカの四肢切断者はイギリスに行かなくてもドーセット整形外科の人工装具を着用することができる。ミルズはリムレス・アソシエーション（手足を失った人々を支援するイギリスの組織）の副会長でもある。2004年、デュッセルドルフで開催されたインターナショナル・チャリティー・ガラで「Children in Need」賞を受賞。同年、カリフォルニア大学アーバイン校は彼女に2004年ヒューマン・セキュリティー・アワードを授与し、切実なヒューマン・セキュリティー（人間の安全保障）問題について研究・調査を行なう大学院生を支援するためのヘザー・ミルズ・マッカートニー・フェローシップを創設した。また、国際連合協会のAdopt-A-Minefieldプログラムの元親善大使でもあった。

## ポール・マッカートニー
1999年5月20日、ミルズはプライド・オブ・ブリテン・アワード授賞式中の、ドーチェスター・ホテルでポール・マッカートニーに出会った。マッカートニーは動物の権利活動家に賞を授与するために出席していた。ミルズはヘレン・スミスにアウトスタンディング・ブレイヴリー・アワードを授与し、ヘザー・ミルズ・ヘルス・トラストを代表して呼び掛けた。また、マッカートニーは亡くなった妻のリンダ・マッカートニーに捧げる賞を贈り、その後ミルズと彼女の慈善団体への寄付について話し、後日150,000ポンド（2023年時点の£328,330と同等）を寄付した。1999年の秋、ミルズと妹のフィオナはミルズの慈善団体の資金を集めるために書いた曲「VO!CE」をレコーディングした。フィオナが住んでいたギリシャでレコーディングを終えた後、インディーズ・レーベルのコーダ・レコードを運営していた姉妹は、11月初旬にイースト・サセックス州ピースマーシュにあるマッカートニーの邸宅に一晩滞在し、マッカートニーが曲にボーカルを追加した。
授賞式のミルズとマッカートニーの出会いはタブロイド紙の関心を惹き、2000年1月のミルズの32歳の誕生日パーティーにマッカートニーは彼女の傍らに公然と現れたところを目撃された。湖水地方での休暇中の2001年7月23日、マッカートニーはミルズにプロポーズし、インドのジャイプルで購入した15,000ポンド（2023年時点の£31,335と同等）のダイヤモンドとサファイアの指輪を贈った。

### 結婚

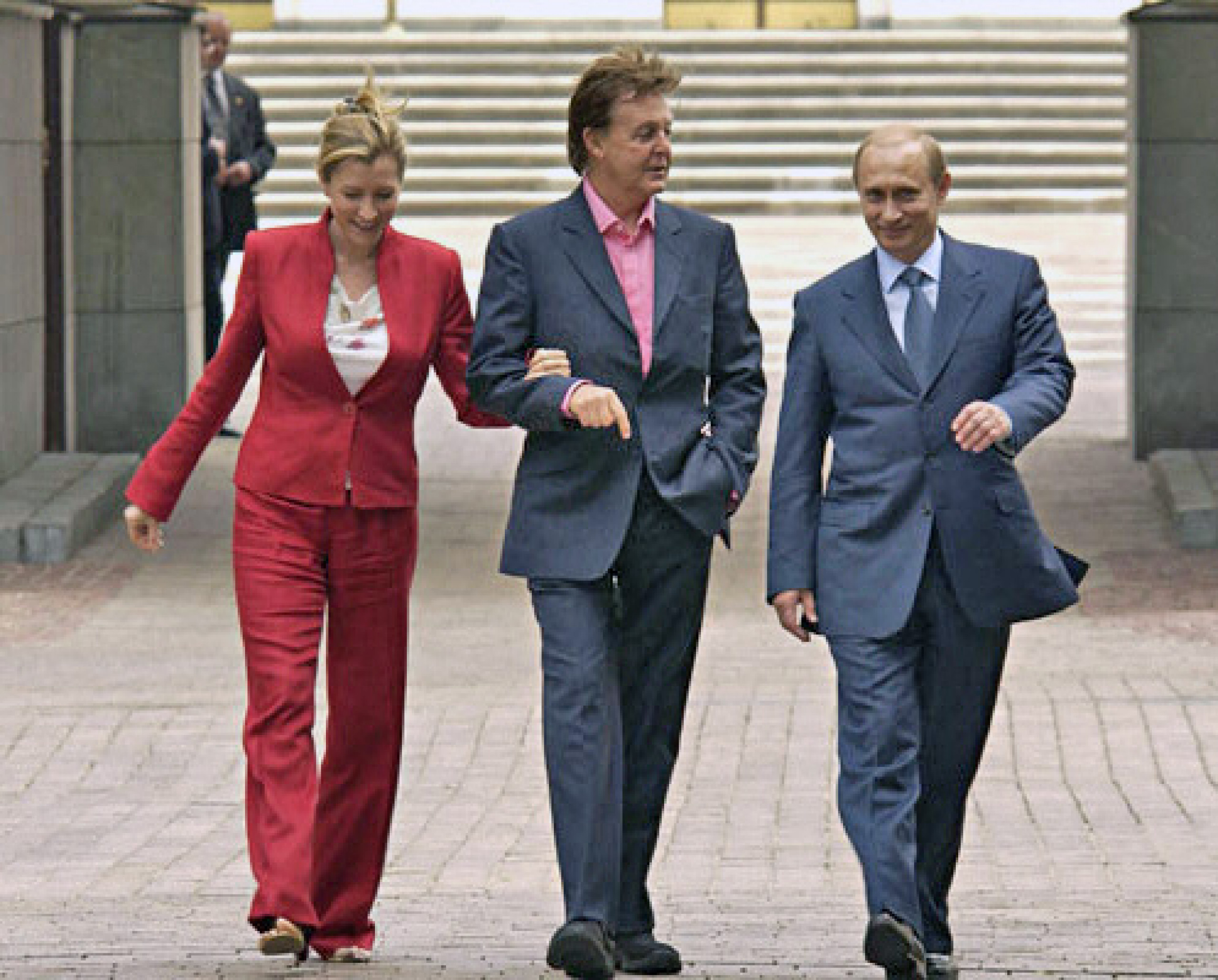
2003年クレムリンツアーにて、向って左からミルズ、マッカートニー、ウラジーミル・プーチン

ミルズとマッカートニーは、最初の妻リンダが乳がんで亡くなってから4年後の2002年6月11日に結婚した。結婚式はアイルランドのモナハン県グラスロー村にあるキャッスル・レスリーで行われた手の込んだ式典であった。マッカートニーが特別に作曲した「愛するヘザー」と言う曲が演奏された。これは2001年のアルバム『ドライヴィング・レイン』に収録された。
ミルズは、マッカートニーとできるだけ多くの彼の家族のために伝統的な菜食主義のクリスマスディナーを作ることが楽しく、マッカートニーからは彼女のチョコレートとスニッカーズバー中毒を公言するのをやめるよう勧められたと語った。2003年、対談番組の司会者ラリー・キングからマッカートニーとの生活について尋ねられ、ミルズは「素晴らしい、本当に素晴らしい」と答えたが、同時にマッカートニーがいかにきれい好きであるか驚いたと語った。「彼はいつも掃除人が来る前に片付けてしまう。だから私はそれはクレイジーだと言っていた時期もあるが、何が良いかというと私が夕食を作ると、彼がすべて片付けてくれることだった。」
2003年、マッカートニーはロシアの赤の広場でコンサートを行なった。ウラジーミル・プーチンは夫妻にクレムリンを案内した。後にマッカートニーはギター演奏後に出血することが多かった左手の指を保護するために、ミルズがアクリル製の爪を贈ってくれたと言った。マッカートニーはミルズには触発され、「彼女に恋をすることによって曲を書きたくなる」と述べ、例としてアルバム『ケイオス・アンド・クリエイション・イン・ザ・バックヤード〜裏庭の混沌と創造』（2005年）の「トゥー・マッチ・レイン」や、アルバム『追憶の彼方に〜メモリー・オールモスト・フル』（2007年）の「シー・ユア・サンシャイン」を挙げた。ミルズにインスパイアされた別の曲は、結婚式の行進曲として使用された。

### 出産
2003年2月22日の対談番組『Parkinson』に出演中、司会者のマイケル・パーキンソンがミルズがインタビューを受けなかったのはマッカートニーのためなのかと尋ねると、ミルズはマッカートニーと彼の子供たち、および彼らのプライバシーを守りたいと答えた。同番組で（5月に夫妻が最初の子供が生まれることを期待していると公表したものの）彼女は以前の子宮外妊娠のために自身の生殖能力は損なわれており、妊娠する可能性は低いと述べた。ミルズは2003年10月28日にセント・ジョンズ・ウッドのセント・ジョン・アンド・セント・エリザベス病院でベアトリス・ミリー・マッカートニー（ミルズの母親とマッカートニーの叔母にちなんで名付けられた）を出産した。後に、ミルズが結婚の最初の年に流産していたことが明らかにされた。ミルズはラリー・キングからCNNで2004年4月17日に放送されたポール・ニューマンのインタビューに招待された。マッカートニーはミルズがニューマンにインタビューするよう手配していたが、評価はまちまちだった。ミルズは、BBC Oneの『Question Time』やITVの『GMTV』など他のテレビ番組に出演し、ITVのゲーム番組『フー・ウォンツ・トゥ・ビー・ア・ミリオネア』で彼女と共演するようマッカートニーを説得した。

### 別居
しばらく離れ離れになっていたミルズとマッカートニーは、2006年5月17日に別居した。2007年11月、ミルズは多くのインタビューを受け、結婚の破綻は夫の娘であるステラが原因で、彼女はステラを「嫉妬深く」「邪悪」だと言い表した。ミルズは以前ニューヨーク・マガジンに、ステラが新しい継母をどれだけ好きか裏付けるプレスリリースを発表したことがあると語ったが、ステラの広報担当者はそのような声明が発行されたことを否定している。
ミシュコン・デ・レヤの弁護士アンソニー・ジュリアスを解任した後、ミルズは妹のフィオナ、擁護事務弁護士のデヴィッド・ローゼン、アメリカの弁護士マイケル・シルブの助けを借りて、次の離婚公聴会で自身を代弁すると語った。漏洩した文書の中で、ミルズはマッカートニーがしばしば酒に酔い、大麻を吸い、壊れたワイングラスで彼女を突き刺し、テーブルの上に押し倒し、妊娠中にバスタブに押し込んだと苦情を漏らしている。婚姻における自身の役割について、ミルズはフルタイムの妻であり、母であり、恋人であり、親友であり、ビジネスパートナーであり、マッカートニーの精神分析医であったと述べている。マッカートニーの弁護士は、ミルズの著書『Life Balance: The Essential Keys to a Lifetime of Wellbeing』（2006年）がミルズの主張の多くと矛盾している事を調べ上げた。例えば彼女はマッカートニーを以下のように称賛している「彼がどのような気分でいても、毎朝ベッドまで朝食を運んでくれ、そして夕食は私がそうするという思いやりのある合意が出来ていた。」。ミルズの父親は、彼女とマッカートニーに会って孫娘のベアトリスを紹介された後に彼女と和解した。2人の別居後、彼は「高等裁判所で意見陳述するのは勇気が必要だった」と言い、娘がマッカートニーの弁護士によって「ずたずたに裂かれる」と感じていたが、それでも娘を誇りに思っていた。

### 離婚
この件は、ロンドン王立裁判所の第34法廷で審理された。冒頭ミルズは1億2500万ポンドを要求したが、マッカートニー側は1580万ポンドを提示した。訴訟の前にミルズは会計事務所リー・アンド・アレンを雇い、マッカートニーの版元、事業資産、不動産を調査し、マッカートニーが彼の本当の価値を肯定したことを録音したテープを彼女が持っていると主張したが、裁判長のベネット判事は会計事務所アーンスト・アンド・ヤングが行なったマッカートニーの財政に関する法的効力を持つ評価に基づいて決定を下した。
公聴会は6日間に及び2008年2月18日に終了、その年の3月17日に判決が公表された。ミルズは最終的に1650万ポンド（2023年時点の£27,811,401と同等）の一括払い金と、当時所有していた不動産を含む780万ポンドの資産、総額2430万ポンドを受け取った。さらに、ナニーと子供の学費のために年間35,000ポンドが支払われる。判決の中でベネット判事は次のように述べている。
| 「 | 私の判断では、夫の証言はバランスが取れていた。彼は時には怒りではないにしても正当な苛立ちを見せることもあったが、程よく自身を表現していた。彼には一貫性があり、的確で正直だった。しかし遺憾ながら妻の証言については同じことは言えない。彼女が証拠を提出するのを見聞きし、文書を精査し、彼女が（訴訟を実行する際に）受けていたに違いない多大な負担に対して、あらゆる恩恵を与えたが、彼女の証拠の多くは書面と口頭の双方において一貫性がなく不正確であるだけでなく、率直ではないという結論に達した。全体として、彼女は深い感銘を与える証人ではなかった。 | 」 |

判決文でベネット判事はミルズの納税申告書に「慈善としての寄付」を行なった証拠はないと断じ、マッカートニーのビジネスパートナーだったという彼女の主張を「作り事」として一笑に付し、彼女は「自分自身の最悪の敵」になりかねない「不安定で爆発的な」性格の持ち主であると述べた。彼はさらに最初の妻リンダを癌で亡くした後だったマッカートニーの「プロとしての情熱」をミルズが再燃させたという彼女の主張を否定した。
彼女の経歴について裁判官は以下のように述べた。
| 「 | 私は夫が妻のキャリアや慈善活動に口出ししたり制限したりするどころか、その正反対であったことを突きとめた。彼はそれを奨励し、彼女のビジネスと慈善活動に対して彼の援助、名声、信用を貸し与えた。私が突きとめた事実は、彼女の主張を決して裏付けてはいない。 | 」 |

判決に怒ったミルズは、法廷でマッカートニーの弁護士フィオナ・シャックルトンの頭から水差しの水を浴びせた。
離婚は5月12日に認められ、6週間後に仮の離婚判決が確定した。
婚姻期間中、ミルズはヘザー・ミルズ・マッカートニーとして知られていたが、離婚後はヘザー・ミルズに戻った。但しナイトの元妻として、再婚しない限り「レディ・マッカートニー」の称号を名乗る資格を有する。2012年のレブソン調査やその後の報告における証言によれば、彼女は「ヘザー・ミルズ」、「ミズ・ミルズ」と呼ばれていたが、ブライアン・レブソン裁判官は早い段階から「レディ・マッカートニー」に言及していた。
ミルズはポール・マッカートニーとの離婚後の2007年、イースト・サセックスのロバーツブリッジに家を購入した。

## パブリックイメージと批判

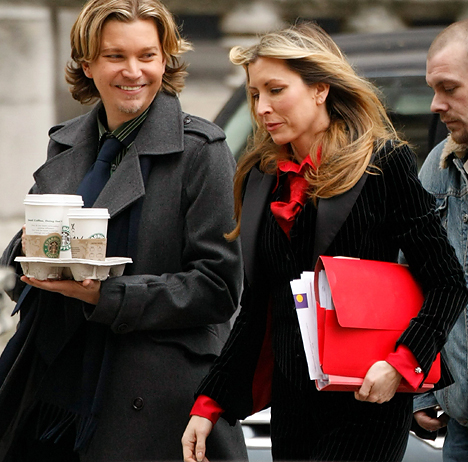
2010年、ロンドンの裁判所に出頭するマーク・ペインとヘザー・ミルズ

ミルズとマッカートニーとの関係は、少なからぬマスメディアの関心を惹いた。離婚後の彼女に対するイギリスメディアの態度は敵対的であった。ミルズはマスコミが不正確な引用、文脈から逸脱した資料を用いて、彼女にネガティブなイメージを植え付けているとたびたび非難した。彼女が金のためにマッカートニーと結婚したという言い分は、足を失った時以上に傷ついたとイブニング・スタンダード紙に語った。ミルズは数紙の新聞から、自身の伝記を美化しているとして非難されてきた。
当時オブザーバーで働いていた同姓同名のジャーナリスト、ヘザー・ミルズはミルズが1990年代後半に1年以上に亘って彼女になりすましていたと非難した。ジャーナリストのミルズが書いた記事の切り抜きを人々に見せることで、ミルズはサウサンプトン総合病院を舞台とするBBC Oneのテレビ番組『The General』の司会者の仕事を確保できた。ヘザー・ミルズ・ヘルス・トラストが地雷の犠牲者に何千もの義肢を寄付したため、彼女は1996年のノーベル平和賞にノミネートされたと報じられたが、ノミネートされた人物の身元は50年間秘匿されるので、彼女のノミネートは確認できていない。
ミルズの継父は母親が自動車事故で片足を失いそうになったという彼女の発言に反論した。彼女が言うには「彼女の足は皮膚とひらひらした小さな肉片でぶら下がっているだけだった……奇跡的に外科医がなんとか金属プレートを挿入して復元してくれた。」ステイプリーは、ミルズの母親は交通事故で足を負傷したものの回復して「熱心なテニスプレーヤー」になったと証言した。そして、ミルズは「現実と空想の境界が曖昧になってしまった、単に非常に混乱している女なんだ。」と続けた。
ミルズの言によると、以前3つの主要政党から国会議員に立候補するよう請われたことがあり、2001年に当時のイギリスの首相トニー・ブレアと「マクドナルド卿」から貴族の称号（ミルズ女男爵）を与えられた。ITVのドキュメンタリー（McCartney vs McCartney: The Ex Files）は、マクドナルド卿という名の3人の男性にインタビューをしたが、ミルズに会ったことを覚えている人物は1人もいなかった。ミルズの証言によると、彼女はイギリス人ジャーナリストのジャスパー・ジェラードに自分の支持がアメリカ合衆国の選挙結果に影響を与えることを考慮し、ビル・クリントン大統領との会談をキャンセルしたと話した。ミルズは過去にイギリス商工会議所から「今年の傑出した若者」（Outstanding Young Person of the Year）の称号を授けられたことがあると語っていたが、そのような賞が存在しないことを調べ上げた新聞社に対して異議は唱えなかった。
2006年10月、ミルズはデイリー・メール、ザ・サン、イブニング・スタンダード各紙を訴訟する意向を発表した。各紙共「正規の手段で、善良な報道慣習に従って入手した」記事だと証言した。頻繁にマッカートニーの愛称「マッカ」（Macca）をもじってミルズを「ムッカ」（Mucca）と呼ぶザ・サン紙は「彼女が具体的に何について私たちを訴えるつもりなのか不明なので」同紙が報じた一連の疑惑について「チェックを入れる」ようミルズに求めた。ザ・サン紙はこの質問の下に彼女に関する6つの疑惑を列挙し、それぞれの横にチェックマーク用の空白のボックスを設けた。ボックスの横には「売春婦、嘘つき、ポルノスター、夢想家、トラブルメーカー、万引き犯」という文字が並んでいた。
同年の暮、ミルズは殺害予告の脅迫を受けたとBBCに語り、12月17日、警察は彼女の安全を脅かす「具体的ではない脅迫」が行われたと発表した。これにより彼女が頻繁に緊急通報を利用しすぎているという批判がさらに高まった。3か月後、サセックス警察のケビン・ムーア警視正はミルズが「オオカミ少年扱いされる危険性」を孕んでいると述べ、「ヘザー・ミルズ・マッカートニーが置かれている状況のせいで、私たちは彼女からの異常な頻度の電話に対応しなければならず、残念なことに警察官が他の警察業務に従事する障害となっている」と付け加えた。ミルズは警察からは嫌がらせを受けた時はいつでも連絡するように言われたと答えた。
2007年7月の5日間の裁判中、ミルズがブライトンで全国紙と地方通信社の依頼を受けてミルズの写真を撮ろうとしていた悪評の高いパパラッチ、ジェイ・ケイカッパから身体的暴行を受けたことが明らかになった。過去に132回の有罪判決（司法妨害、詐欺、交通違反、10の偽名使用など）を受けているケイカッパは今回も有罪判決を受け、140時間の社会奉仕活動命令を言い渡され、ミルズに100ポンドと裁判費用1,000ポンドを支払うよう命じられた。証人喚問が困難だったため控訴が認められずにいたが、後日ケイカッパは控訴して勝利した。
同年10月の数度に亘るインタビューで、ミルズはメディアが「児童性虐待者や殺人犯よりもひどい扱いの報道」を行なったと非難した。また、ミルズがパパラッチに「追い回され殺された」と言い表したダイアナ元妃や娘マデリンの失踪事件で犯人呼ばわりされたケイト・マクカーンの扱いに関してもメディアを批判した。彼女がこれらのインタビューを行なう直前、フィル・ホール（元ニュース・オブ・ザ・ワールド編集者）はミルズのPRアドバイザーを辞した。
2008年、マーケティング誌が委託した調査によると、ミルズはエイミー・ワインハウス、ヴィクトリア・ベッカム、ケリー・カトーナと並んで、最も嫌われているセレブ女性トップ5の1人に挙がっている。同年12月、チャンネル4テレビのコメディ番組『Star Stories』が、ミルズの生涯を彼女の視点から描いた風刺的モキュメンタリーを放送した。2009年、報道で嘘を書かれたことについてイギリスのプレス苦情委員会に嘆願した後、タブロイド紙5社（ザ・サン、デイリー・エクスプレス、ニュース・オブ・ザ・ワールド、サンデー・ミラー、デイリー・ミラー）が、虚偽で有害な記事や彼女を中傷する記事を掲載したことをミルズに公的に謝罪した。別のタブロイド紙（デイリー・メール）は非公式に謝罪の手紙を送った。ミルズは彼女に関する誹謗中傷記事が4,400件以上掲載されていると訴えた。

### 報道に対する批判
ミルズは2001年のインド西部地震犠牲者のために集めた募金について、チャリティ委員会がミルズを取り調べたという誤った報道に対し、2002年にサンデー・ミラー紙から5万ポンドの損害賠償と訴訟費用を受け取った。イギリスのマスコミによるミルズ報道の程度と質は、2003年5月にガーディアン紙のコラムニスト、マット・シートンが以下のように宣言する記事を書いた通りに批判されている。「ヘザーに対する記号的なリンチには啓発的なものはほとんどない。それらを駆り立てる有害な決めつけは、小さな町のうわさ話の最悪な慣例に等しい。それは猥褻で、意地悪で、偽善的であり、私たちはこれに対して『恥を知れ』と叫ばねばならない。」時事評論家のマーク・ボルコフスキーは、2008年3月23日のインデペンデント・オン・サンデー紙に「マイラ・ヒンドリーのカルト以来、私たちは一人の女性に向けられたこれほど多くの辛辣な言葉に遭遇したことはない。」と書いた。フェミニスト作家のナターシャ・ウォルターは、この報道をブリトニー・スピアーズの報道と比較した。テレンス・ブラッカーは、ダイアナ元妃、ポーラ・イェーツ、ウルリカ・ジョンソン、ミルズなど、若い女性で、美しく、金髪の公人は「メディアの強い関心」を惹くため、往々にして公の場でいじめに遭うと書いている。
キラ・コクランはガーディアン紙に、ミルズに対しては「使用可能なありとあらゆる女性蔑視の形容詞」が使われていると書いた。「彼女はどういうわけか専門家にとっても一般大衆にとっても、女性に対する最悪の感情表現をぶつけることが許される受け皿になってしまっている。」
ジョーン・スミスはインデペンデント紙に寄稿し、イギリスのタブロイド紙デイリー・ミラーの一面見出し「嘘つき婦人」やザ・サン紙のミルズの顔への「ポルノッキオ」の書き込み（ミルズの過去の挑発的な写真と、嘘をつくと長くなるピノキオの鼻に言及）を引き合いに出し、これらの新聞を「いじめっ子は弱い子が大好きだ」と表現した。さらにスミスはミルズは「有名人の妻になることを夢見ていたが、彼が最初の妻の死から立ち直れていなかった時に、魅力的な若い女性と再婚するという幻想に酔っていたことに気づいていなかった。結婚生活が破綻したときミルズは愚かな行動をとった。しかし、彼女は大衆紙でこれまで受けてきたような扱いをされる謂れはない。それは不安定で弱い立場にある女性に対する容赦のないいじめであった。」と続けた。2009年、ミルズは彼女の結婚に関する情報を引き出すために偽の慈善団体が設立されたと報告した。ルパート・マードックが所有するニューズ・コープが策略を仕掛けたとされる。
セリア・ラーキンは、2012年2月12日のアイルランドのサンデー・インデペンデント紙に次のように書いた。「ついにレッド・トップス（イギリスのタブロイド紙群）の咆哮の中でヘザー・ミルズ自身の声を聞くことができたとき、非常に満足のいくものがあった。彼女について書かれていることを読むだけでなく、実際に時間をかけてミルズの話を聞き、耳を傾けてみると、彼女が強く、誠実で、独立した女性であることがわかるだろう。彼女はマッカートニーの名声と富の重みに安住せず、独自の道を切り開き、慈善活動を続け、強い個性を維持した。そして、それがすべての過ちの中で最大の過ちであったと思われる。2007年10月のGMTVのインタビューで彼女が涙を流したことは不思議だろうか？そのとき私たちは彼女に同情を感じただろうか？いや、「ヘザー・ミルズは精神が崩壊した」と各紙が騒ぎ立てたため、彼女は更に気がおかしくなってしまったのだ。さらにミルズを執拗に攻撃していた新聞社のひとつサンデー・ミラー紙のキャロル・マローンは、次の離婚公聴会で自分の主張を裏付けるためテレビの生放送で演技をしたとミルズを非難した。どこまで残酷になれるのだろうか？」

### 盗聴とレブソン調査
2011年5月5日、ガーディアン紙はミルズがロンドン警視庁の警察官と面会し、私立探偵グレン・マルケアから押収した、ニュース・オブ・ザ・ワールドの盗聴によるプライバシー侵害疑惑を申し立てる根拠となり得る証拠を示されたと報じた。ミルズと彼女の友人や仕事仲間の名前とプライベートの携帯電話番号が、マルケアのメモに記載されていた。ミルズは後に、ミラー・グループに勤めるジャーナリストが、2001年に彼女の携帯電話を盗聴したことを認めたと主張した。
2012年2月9日、レブソン調査に証人として出廷したミルズは、マッカートニーの電話や留守番電話のメッセージを録音したことがあるか、それをピアーズ・モーガンや「他の誰か」にリークしたことがあるか、と宣誓下で尋ねられた。彼女は「決してない」と答えた。モーガンは2011年12月に証拠を提示した。彼は2006年のデイリー・メール紙のコラムで通話内容を聞いたことを自慢したが、通話の録音メッセージをリークした人物ついては情報源を守秘すると言って証言を拒否した。ミルズは調査において、モーガンは「何年にも亘って私について誹謗中傷ばかり書いてきた人物で、もし彼に個人的な通話内容をリークしていたのが私だったとしたら喜んで証言しただろう」と語った。
公式の調査結果によると、レブソン判事はモーガンの盗聴に関する宣誓証言は「まったく説得力がない。いかなる意味においても、まったく説得力のある答弁ではなかった」と記し、「しかし明らかになったことは、彼はそれが報道機関全体で起こっていることを認識しており、冗談にしてしまうつもりであった程、犯罪行為をまったく恥とは思っていなかった。」と続けている。

## 活動家として
2005年、ミルズはイギリスの動物愛護団体Viva!（Vegetarians' International Voice for Animals）と、ジュリエット・ゲラトリーが運営するベジタリアン・アンド・ヴィーガン財団の後援者になった。
2006年3月、マッカートニーとミルズは毎年恒例のアザラシ猟に人々の目を向けさせるためにカナダを訪れた。米国動物愛護協会の後援を受けた2人は猟が非人道的であると非難し、カナダ政府に猟を止めさせるよう求めた。彼らが流氷域に到着したことは、アザラシの90%が住むニューファンドランド・ラブラドール州で大きな関心を集めた。マッカートニーとミルズはアザラシが棍棒で殴られたり、ボートフックで刺されたり、時には生きたまま皮を剥がれたりしていることに抗議した。ニューファンドランド・ラブラドール州の首相ダニー・ウィリアムズは『ラリー・キング・ライブ』で彼らとこの問題について、アザラシは長らくそのようには狩られておらず、その状態が続いていると語り合った。ミルズは2007年2月、子豚に授乳する雌豚の行動を制約する妊娠ストール使用の問題を広く訴えるため、サマセットの養豚場でViva!の撮影隊に参加した。詳細な調査ビデオはインターネット上で公開された。
ミルズと動物の倫理的扱いを求める人々の会（PETA）との関わりは2007年に終了し、代わりにマッカートニーの娘のメアリーが選ばれた。
2008年、ミルズが1989年に所有していたミンクのコートを着ている古いビデオが発掘されたが、彼女は記者団に動物の権利団体や菜食主義に関わる何年も前に購入したものだと説明した。マッカートニーと距離を置くようにはなっていたが、ミルズは「ポール（・マッカートニー）と出会って、初めて菜食主義が健康に多大な恩恵をもたらすだけでなく、地球、動物、世界の食糧事情に莫大な変化をもたらすということを真に理解するようになった。」と述懐した。2008年8月、畜産動物愛護運動組織（FARM）から表彰され、動物愛護全国会議（Animal Rights National Conference）で発表されたセレブリティ動物活動家賞を受賞した。
ミルズは離婚後、離婚解決金2430万ポンドの「大部分」をAdopt-A-Minefieldに寄付すると約束したが、2008年9月の時点では慈善団体はこのお金を受け取っていない。
2008年6月、ミルズはニューヨークのパーティーでパピーミルの残酷さについて話し、動物に関する彼女の本を宣伝するように依頼されたが、スピーチ中にゲストが話していることに腹を立て、「後ろで聞いていて。 私は無視されるために24時間眠らずに、ロンドンからここに飛んで来たんじゃないの。」と言った。その年の7月25日、4年間ミルズの広報担当を務めたミケーレ・エリザベスは彼女の代理人を辞した。

## 実業家として

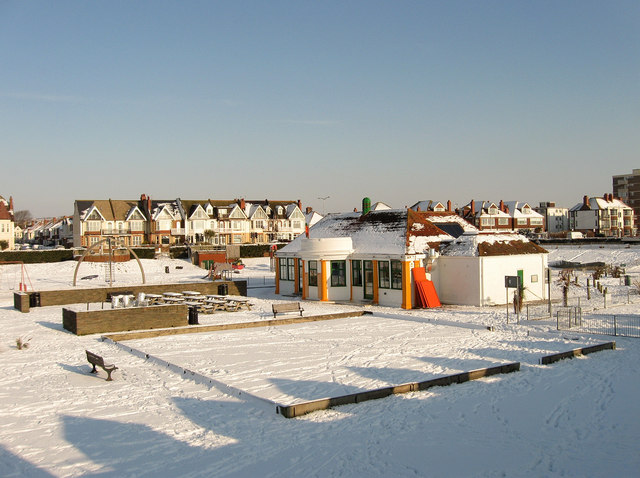
VBitesカフェ

2009年7月4日、ミルズはイースト・サセックスのホヴ・ラグーンに「VBites」というヴィーガンレストランをオープンした。ミルズは最初のヴィーガンレストランの世界的チェーンにするつもりだったと言われている。ミルズはレストランの宣伝活動中にBBCのインタビューを受け、建設の段階から非常に積極的に携わり、そして既にオープンしており、チャリティー活動を中心にできるだけ多くの時間を費やすつもりであると述べた。2013年5月、彼女はレストランの敷地を地元のミュージシャンであるノーマン・クック（ファットボーイ・スリムとして知られる）に売却、現在はホヴ臨海地にあるホヴ・ラグーンの「ビッグ・ビーチ・カフェ」となっている。ミルズはブライトンのイースト・ストリートにより大規模なVBitesの新店舗をオープンしたが、2017年9月に閉店した。
また、2009年にヴィーガン食品会社のレッドウッド・フーズを買収し、VBitesフーズと改名した。この会社はノーサンプトンシャー州コービーにあり、Cheatin'、VegiDeli、Cheezlyというブランド名で肉を使わない50種類の製品を販売している。2014年、「Wot no Dairy」ブランドで販売されていた製品に微量の乳製品が含まれていることが判明し、乳製品アレルギーの人に悪影響を与える可能性があるとしてリコールされた。
2019年、ノーサンバーランドに55エーカーの敷地を準備し、ヴィーガン企業専用の製造、保管、ビジネス用スペースとして提供した。そこは「ヴィーガンのシリコンバレー」と呼ばれた。また、同年ピーターリーにある180,000平方フィートのウォーカーズ・ペプシコの工場を購入した。

## 現代美術への関与
2012年、ミルズはイギリスの現代彫刻家ルイーズ・ギブリンによるボディ・キャスト彫刻シリーズの一画を担った。

## 競技者として
ミルズは2007年にダンスパートナーのジョナサン・ロバーツとともにアメリカのテレビシリーズ『Dancing with the Stars』に出場したセレブパフォーマーの1人であった。
2009年12月21日、彼女は『ダンシング・オン・アイス』シリーズ5の出場者の1人としてマット・エヴァーズとペアを組むことが明らかにされた。
2011年5月、Hello!誌は、2014年ソチパラリンピックに向けたミルズの野心と、事故後のヴィーガニズムとライフスタイルで健康と体型を維持する努力に関する記事を掲載した。
2013年12月17日、ミルズは2014年ソチパラリンピックに出場できないことが発表された。関係者に対する彼女の態度による悪影響と苦情のため、競技から締め出されたのである。

## 受賞
- 1996 Gold Award for Outstanding Achievement[158]
- 1996 Human Achievement Award – The Times[158]
- 1999 Pride of Britain Awards
- 2001 Croatian Humanitarian Award[159]
- 2003 Open University Sesame Honorary Graduate[160]
- 2003 Melvin Jones Fellow Lion Award[161]
- 2004 Inaugural UNESCO Children in Need Award
- 2004 UCI University of California Irvine Fellowship Award in Human Security[162]
- 2004 Honorary Open University Doctorate[163]
- 2005 PETA Humanitarian Award[164]
- 2007 Vegan Society Achievement Award[165][より良い情報源が必要]
- 2008 Animal Activist of the Year[158]
- 2009 VegNews Person of the Year[166]
- 2010 Mercy For Animals Compassionate Visionary Award[167]
- 2010 Easter Seals Lilli and Allan Shedlin Award[168]
- 2011 Graduate Fellowship in Human Security, UCI[169]